# Rocazino
Rocazino er et dansk popband, der hittede i 1980'erne. Frontfigurerne var sangerinde Ulla Cold og komponist, tekstforfatter og keyboardspiller Jesper Winge Leisner, der også dannede par privat. De øvrige medlemmer var Bjarne G. Jespersen (flygel, synthesizer), Michael Rasmussen (guitar), Jan Petersen (guitar), Helge Solberg (bas) og Jesper Bo (trommer).
Bandet opstod i 1979 på initiativ af Jesper Winge Leisner. Året efter kom Ulla Cold med, oprindeligt kun som baggrundsvokalist. Men da bandet i 1982 fik en pladekontrakt hos Polygram, var det under betingelse af, at Ulla Cold var forsanger på alle numre.
Bandets første single med A-siden "Elsk mig i nat" udkom i juli 1982 og solgte 20.000 eksemplarer på et halvt år. Via tv's Eldorado kom de ret hurtigt i gang på alle landets scener og har til dato solgt over 800.000 albums.
Rocazino samlede alle de store hits fra deres seks plader i 1995 på Rocazino's bedste. Pladen indeholder bandets største hits som fx "All My Love" (1984), "Elsk mig i nat" (1982), "Ridder lykke" (1986), "Dine øjne er så blå" (1985) og "Jordskælv" (1988).
I 1988 indspillede gruppen desuden singlen "En for alle" sammen med det danske EM-Landshold, som den officielle fodboldslagssang det år.
I 1995 gik gruppen kortvarigt sammen for at komponere og indspille titelmelodien til filmen Cirkus Ildebrand.
I 2005 kom endnu en opsamling i Universals Alle tiders-serie, dog med stort set samme numre som på forgængeren ti år tidligere. Bandet drog i 2006 ud på en eksklusiv revivalturné, og proklamerede i det samme, at de ikke har planer om nyt materiale. De er fortsat aktive som live-orkester.

## Diskografi

### Studiealbum
- Rocazino (1982)
- Natsværmer (1984)
- Sukker (1984)
- Rocazino (1986)
- Lov at være sig selv (1987)
- Sejle med dig (1988)

### Opsamlingsalbum
- Rocazino's Bedste - All My Love (1995)